# IGES

Logotipo del proyecto IGES de NIST

IGES o Initial Graphics Exchange Specification (Especificación de Intercambio Inicial de Gráficos) es un formato de archivo informático que define un formato neutral de datos que permite el intercambio digital de información entre sistemas de diseño asistido por computadora (CAD). 
El título oficial de IGES es Representación Digital para Comunicación de Datos de Definición de Productos, publicado por primera vez en enero de 1980 por el National Institute of Standards and Technology como NBSIR 80-1978. Muchos documentos (como el MIL-D-28000) se refieren a él como el ASME Y14.26M, la designación del comité ANSI que aprobó la versión 1.0 del IGES.
Usando IGES, un usuario puede intercambiar modelos de datos de un producto en forma de diagrama electrónico, Wireframe, modelado de superficies o modelado de sólidos. Entre las aplicaciones que soportan IGES se incluyen dibujos de ingeniería, modelos para el análisis y otras funciones de manufactura.

## Historia
El proyecto IGES fue iniciado en 1979 por un grupo de usuarios y proveedores CAD como Boeing, General Electric, Xerox, ComputerVision y Applicon, con el apoyo de la Oficina Nacional de Estándares de EE. UU. (NIST). El nombre fue cuidadosamente escogido para evitar cualquier parecido con un estándar de base de datos que pudiera competir con las bases de datos propietarias entonces usadas por varios proveedores de CAD.
Desde 1988, el departamento de defensa de EE. UU. (DoD) requiere que toda la información de fabricación de producto (PMI - Product Manufacturing Information) utilizada en la subcontratación de sistemas armamentísticos (dibujos de ingeniería, diagramas de circuitos, etc) sea digitalizada y entregada en formato electrónico, específicamente en formato IGES. Como consecuencia, cualquier proveedor de software CAD/CAM que quiera acceder al mercado de contratistas del DoD tiene que facilitar la importación (lectura) y exportación (escritura) de archivos en formato IGES.
Estándar ANSI desde 1980, IGES ha generado suficiente información como para llenar almacenes enteros de cintas magnéticas y CD-ROMs con PMI digitales para las industrias de automoción, aeroespacial y naval, así como para sistemas armamentísticos desde misiles teledirigidos hasta portaaviones. Estos modelos y planos de piezas pueden ser necesarios incluso años después de que el proveedor del sistema de diseño original haya dejado el negocio. En este sentido, los archivos IGES permiten acceder a estos datos en años futuros. Hoy existen visores con un plugin para navegadores web que permiten abrir archivos IGES creados hace 20 años y visualizarlos desde cualquier parte del mundo.
Después del lanzamiento inicial de STEP en 1994, el interés en desarrollar IGES disminuyó y la versión 5.3 de 1996 fue la última publicada. Una década después, STEP aún no ha cumplido con la promesa de reemplazar a IGES que sigue siendo el estándar más ampliamente utilizado para sistemas CAx e interoperabilidad de PMI.

## Formato de Archivo
Un archivo IGES se compone de un juego de 80 caracteres ASCII, el tamaño del juego de caracteres viene de la era de las tarjetas perforadas. Las cadenas de texto estaban representadas en formato "Hollerith": el número de caracteres en la cadena, seguido por la letra "H", seguido por el texto, p.ej., "4HSLOT" (es la cadena de texto utilizada en las primeras versiones del lenguaje Fortran). Los primeros traductores de IGES tenían problemas con las mainframes de IBM porque utilizaban codificación EBCDIC para texto y algunos traductores de EBCDIC-ASCII sustituían el carácter incorrecto por el bit de paridad imposibilitando la lectura.
Aquí hay un pequeño archivo IGES de 1987 que contiene solo las entidades: dos PUNTOS (tipo 116), dos ARCOS CIRCULARES (tipo 100), y dos LÍNEAS (tipo 110). Representa una ranura, con los puntos en los centros de dos semicircunferencias que forman los extremos de la ranura y las dos líneas que forman los lados.
```
                                                                        S      1
1H,,1H;,4HSLOT,37H$1$DUA2:[IGESLIB.BDRAFT.B2I]SLOT.IGS;,                G      1
17HBravo3 BravoDRAFT,31HBravo3->IGES V3.002 (02-Oct-87),32,38,6,38,15,  G      2
4HSLOT,1.,1,4HINCH,8,0.08,13H871006.192927,1.E-06,6.,                   G      3
31HD. A. Harrod, Tel. 313/995-6333,24HAPPLICON - Ann Arbor, MI,4,0;     G      4
     116       1       0       1       0       0       0       0       1D      1
     116       1       5       1       0                               0D      2
     116       2       0       1       0       0       0       0       1D      3
     116       1       5       1       0                               0D      4
     100       3       0       1       0       0       0       0       1D      5
     100       1       2       1       0                               0D      6
     100       4       0       1       0       0       0       0       1D      7
     100       1       2       1       0                               0D      8
     110       5       0       1       0       0       0       0       1D      9
     110       1       3       1       0                               0D     10
     110       6       0       1       0       0       0       0       1D     11
     110       1       3       1       0                               0D     12
116,0.,0.,0.,0,0,0;                                                    1P      1
116,5.,0.,0.,0,0,0;                                                    3P      2
100,0.,0.,0.,0.,1.,0.,-1.,0,0;                                         5P      3
100,0.,5.,0.,5.,-1.,5.,1.,0,0;                                         7P      4
110,0.,-1.,0.,5.,-1.,0.,0,0;                                           9P      5
110,0.,1.,0.,5.,1.,0.,0,0;                                            11P      6
S      1G      4D     12P      6                                        T      1

```

El archivo está dividido en 5 secciones: Inicio, Global, Directorio de entrada, Parámetros de datos y Terminación, indicados por un carácter (S, G, D, P o T) en la columna 73. Las características y la información geométrica de una entidad se divide en dos secciones; una en dos registros de longitud fija (el Directorio Entrada o D), la otra en múltiples registros delimitados por comas (los Parámetros de datos o P). Aquí hay una representación más legible del archivo.

## Soporte para Idiomas Internacionales
Debido a su creciente popularidad internacional (varios países, incluyendo Australia y el Reino Unido, han adoptado IGES como su propia norma nacional de interoperabilidad PMI), se ha añadido a la entidad TEXTO (tipo 212), soporte para el alfabeto ISO 8859-1 (Latín-1) para caracteres europeos.
En la década de 1990, IGES añadió soporte para la codificación JIS para Kanji (汉字) como caracteres de doble byte (JIS-6226), permitiendo a los miembros de la Asociación Japonesa de Fabricantes de Automóviles (JAMA) intercambiar modelos de piezas con sus socios estadounidenses y europeos, sin pérdida del texto Kanji.
La versión actual de IGES no es compatible con la codificación de caracteres Unicode de 16 o 32 bits, ni caracteres árabes o de otros idiomas (como el tailandés).

## Un Estándar Recurrente
Una de las características únicas del estándar IGES es que fue el primer estándar ANSI en ser documentado utilizándose a sí mismo. Desde la versión 4.0, todas las ilustraciones técnicas de la versión impresa del estándar se han generado a partir de archivos IGES. El sistema de publicación electrónica (LaTeX) integra las imágenes raster generadas desde archivos IGES a formato PostScript enviados a la impresora, por lo que el texto y las imágenes se imprimen en la misma página para su posterior utilización como copia de lectores-cámara para publicación comercial.
Muchas de las ilustraciones (todas las que están conformes con el subconjunto de normas sobre ingeniería gráfica del DoD MIL-D-28000 de IGES) utilizan entidades que ellos describen, p. ej., la ilustración de la entidad LEADER (ARROW) ENTITY (Tipo 214) se puede utilizar como un caso de prueba para programadores de traductores, porque contiene todos los estilos de flechas definidos por el estándar. Estos archivos de ejemplo WYSIWYG pueden ser distinguidos porque el nombre del archivo empieza por una "F" y terminan por una "X" (como "f214x.igs") y estas librerías son llamadas IGES X-files por los miembros de la comunidad de IGES.